# Eriosema glabrum
Eriosema glabrum är en ärtväxtart som beskrevs av George Bentham. Eriosema glabrum ingår i släktet Eriosema och familjen ärtväxter. Inga underarter finns listade i Catalogue of Life.

## Bildgalleri

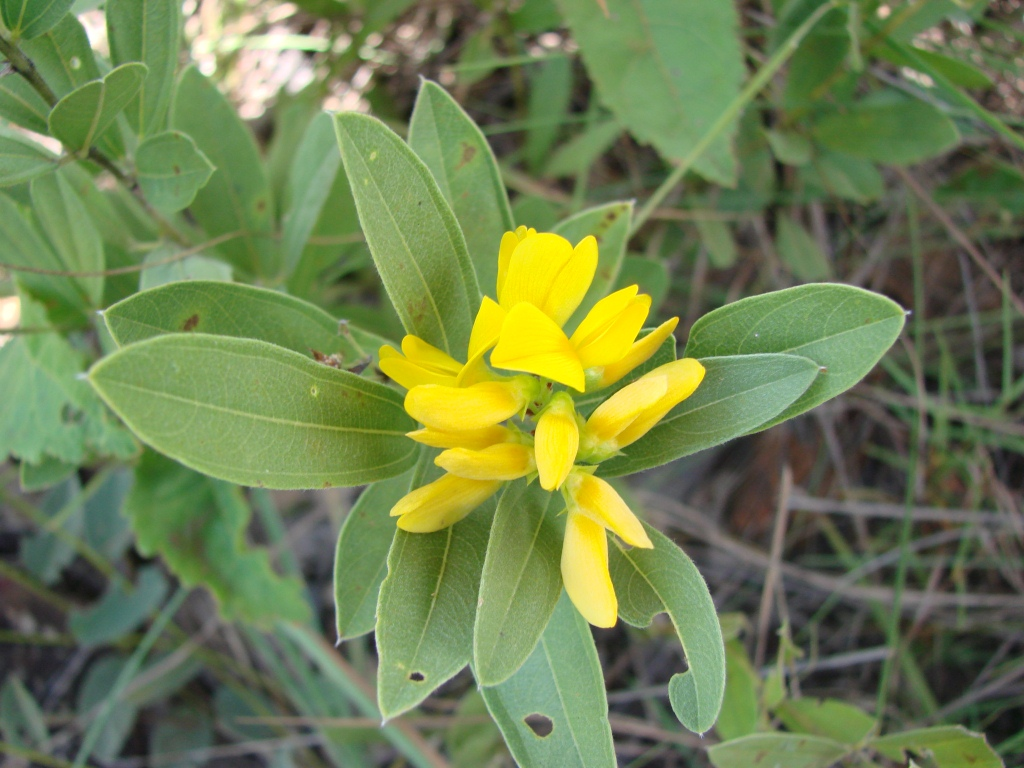